# Mugilogobius amadi
Mugilogobius amadi är en fiskart som först beskrevs av Weber, 1913.  Mugilogobius amadi ingår i släktet Mugilogobius och familjen smörbultsfiskar. IUCN kategoriserar arten globalt som akut hotad. Inga underarter finns listade i Catalogue of Life.